# EverWing
EverWing es un juego creado por Blackstorm Labs y lanzado en la plataforma Instant Games en Facebook Messenger en noviembre de 2016.

## Jugabilidad
EverWing es un juego de disparos de desplazamiento vertical en el que los Guardianes y sus Dragones Sidekicks luchan contra hordas de Monstruos y Jefes para recuperar su reino.

### Modos de juego

#### Un jugador
Un jugador es el modo de juego principal de EverWing en el que los jugadores controlan a los Guardianes en su lucha interminable para derrotar a monstruos y jefes.

#### Boss Raids
Boss Raids es un modo multijugador cooperativo que permite a los jugadores formar equipo con sus amigos para derrotar a supermonstruos. Boss Raids se lanzó como parte de un evento del juego, The Reckoning, el 1 de marzo de 2017..

#### Misiones
Las misiones permiten a los usuarios enviar a su guardiana Sophia en misiones y regresar más tarde para reclamar el tesoro recolectado por el guardián.

#### Guardianes
| Nombre | Título                    | Descripción | Nivel desbloqueado | Requisito de monedas               | Clase | Capacidad              |
| ------ | ------------------------- | --- | ------------------ | ---------------------------------- | ----- | ---------------------- |
| Alice  | Guardián del Valor        | Ella nunca retrocede ante un desafío y siempre es la primera en llegar al frente de batalla.                                                                                   | -                  | 0                                  | Común | Suerte del líder       |
| Fiona  | Guardián de los Dragones  | Ella nació en la naturaleza y fue criada por dragones. Cuando los dragones vuelan con ella, ¡obtienen 2x XP!                                                                   | 2                  | 1,000                              | Común | Entrenador de dragones |
| Sophia | Guardián de la Aventura   | Reconocida, exploradora, inventora y científica, ella es 2 veces más rápida completando misiones                                                                               | 3                  | 12,000                             | Común | Cazador de huevos      |
| Lily   | Guardián de la Fortuna    | Maestra Alquimista y Maga de la Tercera Orden, gana 2x Monedas. ¡Cha-ching! | 6                  | 30,0000                            | Común | Toque dorado           |
| Aurora | Guardián de la Naturaleza | Cuidador del bosque, verdadera hermana de la Naturaleza. ¡Su imán encantado atrae objetos!                                                                                     | 19                 | 150,0000                           | Raro  | Magnetismo             |
| Lenore | Guardián del Crepúsculo   | Una misteriosa solitaria, con un pasado oscuro e inquietante, algunos dicen que actúa como si tuviera 2 vidas ...                                                              | 25                 | 150,0000                           | Raro  | Forma fantasmal        |
| Jade   | Guardián de las Sombras   | Una asesina que no teme a nada, puede volverse invulnerable y doblar el daño después de cargar.                                                                                | 30                 | De los desafíos                    | Épico | Forma de sombra        |
| Arcana | Guardián de la Magia      | Esta ilusionista astuta tiene algunos trucos bajo la manga. Ella puede clonar compañeros y aprovechar sus poderes para combinaciones de hechizos únicos después de cargar.     | 35                 | De incursiones y desafíos de jefes | Épico | Dragonspell            |
| Lyra   | Guardián del Poder        | General de cinco estrellas, anteriormente miembro de la Royal EverWing Airforce, ahora controla los cinco elementos dentro de sus cañones de plasma.                           | 35                 | De incursiones y desafíos de jefes | Épico | Cañones prisma         |
| Trixie | Guardián de la Travesura  | Trixie, una valiente guerrera a la que le encantan los dulces, recolecta dulces para correr a través de las oleadas enemigas y obtener incrementos masivos en las incursiones. | 35                 | De incursiones y desafíos de jefes | Raro  | Candy rush             |
| Lucia  | Guardián de la Escarcha   | Imbuida con el poder del invierno, Lucía atraviesa a los enemigos con dagas congeladas y los congela en pleno vuelo.                                                           | 35                 | De incursiones y desafíos de jefes | Raro  | Explosión helada       |
| Neve   | Guardián de la Rabia      | ¡Un berserker vengativo! ¡Los ataques cargan su hacha rebotante, que causa 15x DAÑO de Naturaleza por segundo! Cógelo para recargar el 50% de la carga.                        | 35                 | De incursiones y desafíos de jefes | Raro  | Colmillo rúnico        |

#### Sidekicks
Los sidekicks son dragones que se pueden comprar como huevos, a través de monedas o gemas, en el gallinero de los dragones, o se pueden obtener desafiando a los amigos para jugar Everwing.
Los dragones son una de las cinco rarezas: común, raro, épico, legendario y mítico. Los dragones comunes no tienen poderes especiales, pero tienen un alto daño de ataque. Los dragones raros tienen poderes especiales y daño de ataque medio. Los dragones legendarios suelen tener mejores poderes especiales y un daño de ataque medio a alto.
Los dragones tienen un número diferente de estrellas dependiendo de qué tan evolucionados estén. Un dragón de una estrella solo puede subir de nivel hasta el nivel 10. Debe evolucionar para subir de nivel y convertirse en un dragón de 2 estrellas. Un dragón de 2 estrellas solo puede subir de nivel hasta el nivel 20 antes de que deba evolucionar hasta 3 estrellas. Un dragón de 3 estrellas de nivel 30 es el nivel más alto que puede alcanzar un dragón. Se pueden combinar dos dragones en el nivel 30 para limitar la ruptura, superando el nivel máximo de 30.
Para evolucionar un dragón, el jugador necesita dos dragones iguales en su nivel máximo. Si tienen el mismo signo del zodíaco, el dragón recibirá un daño adicional del 25% y 30% para cada nivel.
Los dragones se pueden vender (permanentemente) por Dragonfruit. Los dragones que están en el nivel 10, 20 o 30 se venden por Dragonfruit, mientras que en cualquier otro nivel, también lo es por Dragonfruit.

##### Huevos de dragón
| Nombre  | Costo         | Posibilidad de un dragón común | Posibilidad de un dragón raro | Posibilidad de un dragón Épico | Posibilidad de un dragón legendario | Posibilidad de un dragón mítico |
| ------- | ------------- | ------------------------------ | ----------------------------- | ------------------------------ | ----------------------------------- | ------------------------------- |
| Común   | 640 Monedas   | 100%                           | 0%                            | 0%                             | 0%                                  | 0%                              |
| Bronce  | 3200 Monedas  | 84%                            | 13%                           | 2%                             | 1%                                  | 0%                              |
| Plata   | 16000 Monedas | 0%                             | 82%                           | 12%                            | 6%                                  | 0%                              |
| Oro     | 32000 Monedas | 0%                             | 70%                           | 18%                            | 11%                                 | 1%                              |
| Mágico  | 200 Gemas     | 0%                             | 53%                           | 25%                            | 18%                                 | 4%                              |
| Antiguo | 700 Gemas     | 0%                             | 0%                            | 0%                             | 86%                                 | 14%                             |

## Gamebot
EverWing cuenta con un robot de juego que notifica a los usuarios sobre el estado de las competiciones de clasificación, así como sus diversas incursiones y misiones de jefes. Los jugadores también pueden interactuar con el robot de juego para administrar sus misiones directamente desde el hilo de chat, reclamar tesoros y volver a desplegar a sus guardianes en otra misión.

## Premios
EverWing estuvo nombrado al Juego de Facebook del Año en 2016.